# ريس هافنز
ريس هافنز (بالإنجليزية: Reese Havens)‏ هو لاعب كرة قاعدة أمريكي، ولد في 20 أكتوبر 1986 في سوليفان إس آيلاند (كارولاينا الجنوبية) في الولايات المتحدة.

## وصلات خارجية
- ريس هافنز على موقع دوري كرة القاعدة الرئيسي (الإنجليزية)
- ريس هافنز على موقعبيزبول رفرنس.كوم (الدوري الثانوي) (الإنجليزية)
- ريس هافنز على موقع إي إس بي إن.كوم (أم.أل.بي) (الإنجليزية)
- ريس هافنز على موقع مشجعي الرسوم البيانية (الإنجليزية)